# Shinichi Kawaguchi
Shinichi Kawaguchi (født 13. juni 1977) er en tidligere japansk fodboldspiller.
Han har spillet for flere forskellige klubber i sin karriere, herunder Avispa Fukuoka.